# Baia Guayaquil
La baia Guayaquil è una baia lunga circa 2,59 km e larga 1,25 alla bocca, situata sulla costa centro-settentrionale dell'isola Greenwich, nelle isole Shetland Meridionali, un arcipelago antartico situato poco a nord della Penisola Antartica. La baia è delimitata a est da punta Agüedo e a ovest da punta Cuenca (chiamata anche "punta Spark").
Nella baia, o comunque nelle cale presenti sulle sue coste, si gettano diversi ghiacciai tra cui il ghiacciaio Quito.

## Storia
Nota ai cacciatori di foche sin dal 1821, la baia Guayaquil è stata così battezzato nel 1990 dai membri della prima spedizione antartica ecuadoriana in onore della città di Guayaquil, la città da cui partirà poi la seconda spedizione antartica dell'Ecuador. La baia è oggi spesso utilizzata dalle navi di servizio della base antartica ecuadoriana Pedro Vicente Maldonado, sita circa 560 metri a sud-sudovest di punta Cuenca.